# サンシャイン水族館
サンシャイン水族館（サンシャインすいぞくかん、英語：Sunshine Aquarium）は、東京都豊島区東池袋のサンシャインシティ ワールドインポートマート内にある水族館。1978年10月開館。株式会社サンシャインエンタプライズが運営している。旧称はサンシャイン国際水族館。
全館リニューアルのため2010年9月1日より1年間休業し、2011年8月4日にリニューアルオープンした。

## 概要
日本初の屋上にある水族館。開館以来、デンキウナギ、オオカミウオ、クリオネなど、世界的に珍しい魚や水棲・陸棲動物を展示し、人気を博してきた。
通常の水族館に比べるとフロア面積は狭く、サンシャインビルの最上階、屋上に位置することから重量制限もあり大規模改装しにくく、全体的に小型の水族館といった点があるが、展示数が多く上記の生き物の他、マンボウやシノノメサカタザメ(2021年4月現在展示なし)など比較的大型な水棲動物の飼育や、日本で初めてサンゴ礁の環境を再現した「サンシャイン サンゴ礁」の常設、モモイロペリカンやバイカルアザラシなどの飼育展示、肉食魚のシルバーアロワナ、ドラドへの餌やり、アシカショーをはじめとする各種イベントの開催だけではなく、陸棲動物にスポットをあてた「Zoo-Zooハウス」など、様々な生き物の観察と趣向を凝らしたイベントが体験できる施設である。サンシャインラグーンではダイバーとトラフザメ、大型のウツボとのダンスなどが見られバックヤードに入って餌やりをする体験イベントも行われている。
2015年のトリップアドバイザーの「エクセレンス認証」を取得している。
2016年1月7日、ロシアラッコの雌「ミール」がリンパ腫のため死亡し、ミールとの繁殖目的でアドベンチャーワールドから来ていた雄の「ロイズ」も鳥羽水族館に移設され、2月29日をもって30年間の歴史をもつラッコの展示は幕を降ろした。
2017年7月12日、屋外エリア「マリンガーデン」がリニューアルオープン。新しく「天空のペンギン」、「草原のペンギン」、「カワウソたちの水辺」、「きらめきの泉」、「天空パス」の5つの新展示が登場した。「天空のペンギン」は屋上に位置することを利用し街中上空を飛び回っているようなケープペンギンが楽しめる。
2020年7月9日、新クラゲエリア「海月空感（くらげくうかん）」がオープンした。

## ブーム
1980年代、ラッコ、ウーパールーパーなどの一大ブームを引き起こした。アロワナやピラニアも展示して話題になった。ウーパールーパーは、TBS系の「わくわく動物ランド」がブームに火を点けたものだが、当時、展示施設が少なかったため、サンシャイン国際水族館に観客が殺到した。

## 飼育されている主な生き物
「大海の旅」(水族館1F)
マイワシ、ウィーディーシードラゴン、ゾウギンザメ、トラフザメ、クラゲ、クリオネ、マンボウ
「水辺の旅」(水族館2F)
アジアアロワナ、カエル類、リクガメ類、バイカルアザラシ、カクレクマノミ
「天空の旅」(マリンガーデン)
ケープペンギン、オタリア、カリフォルニアアシカ、コツメカワウソ、モモイロペリカン

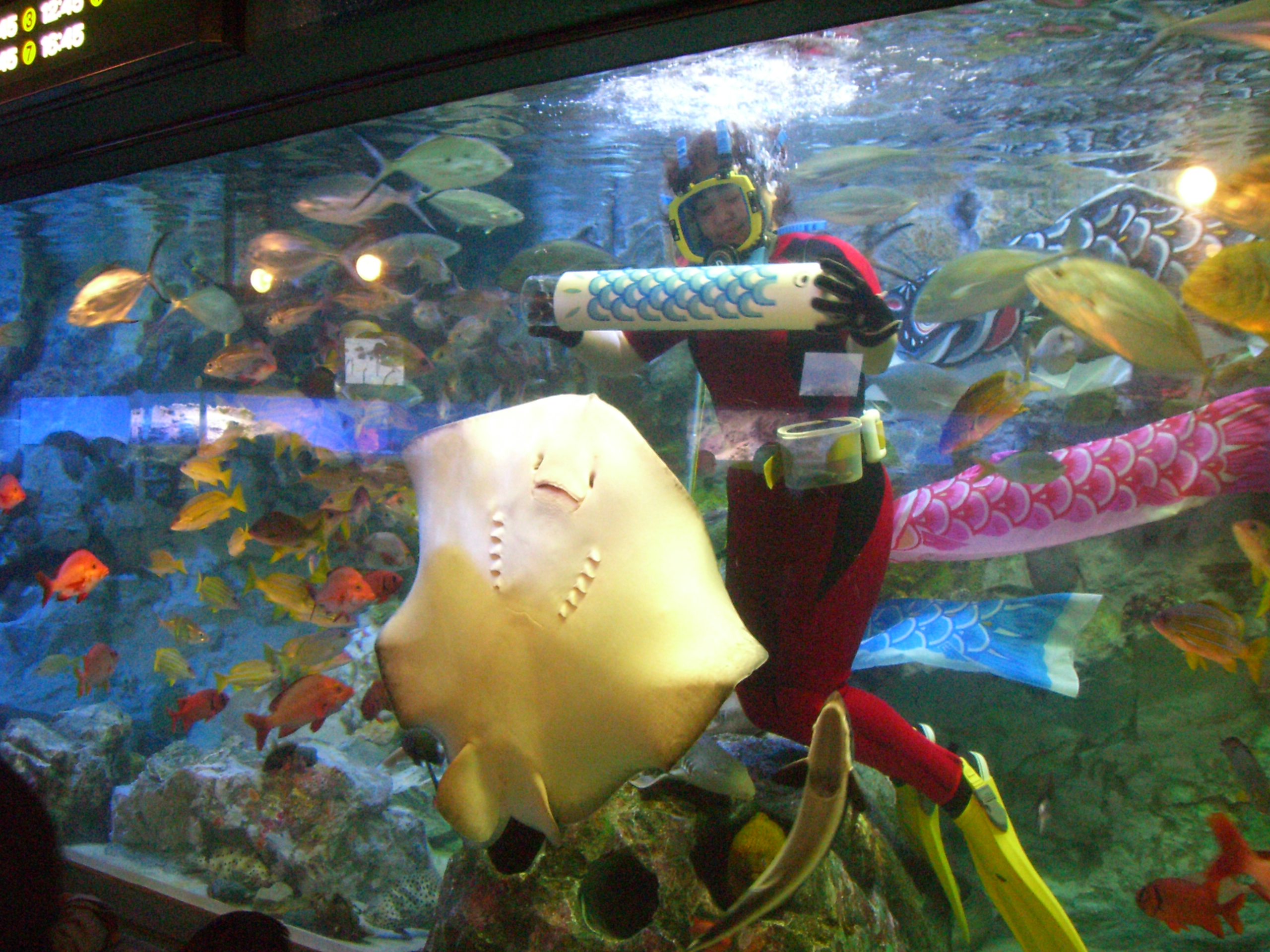
餌付けの模様
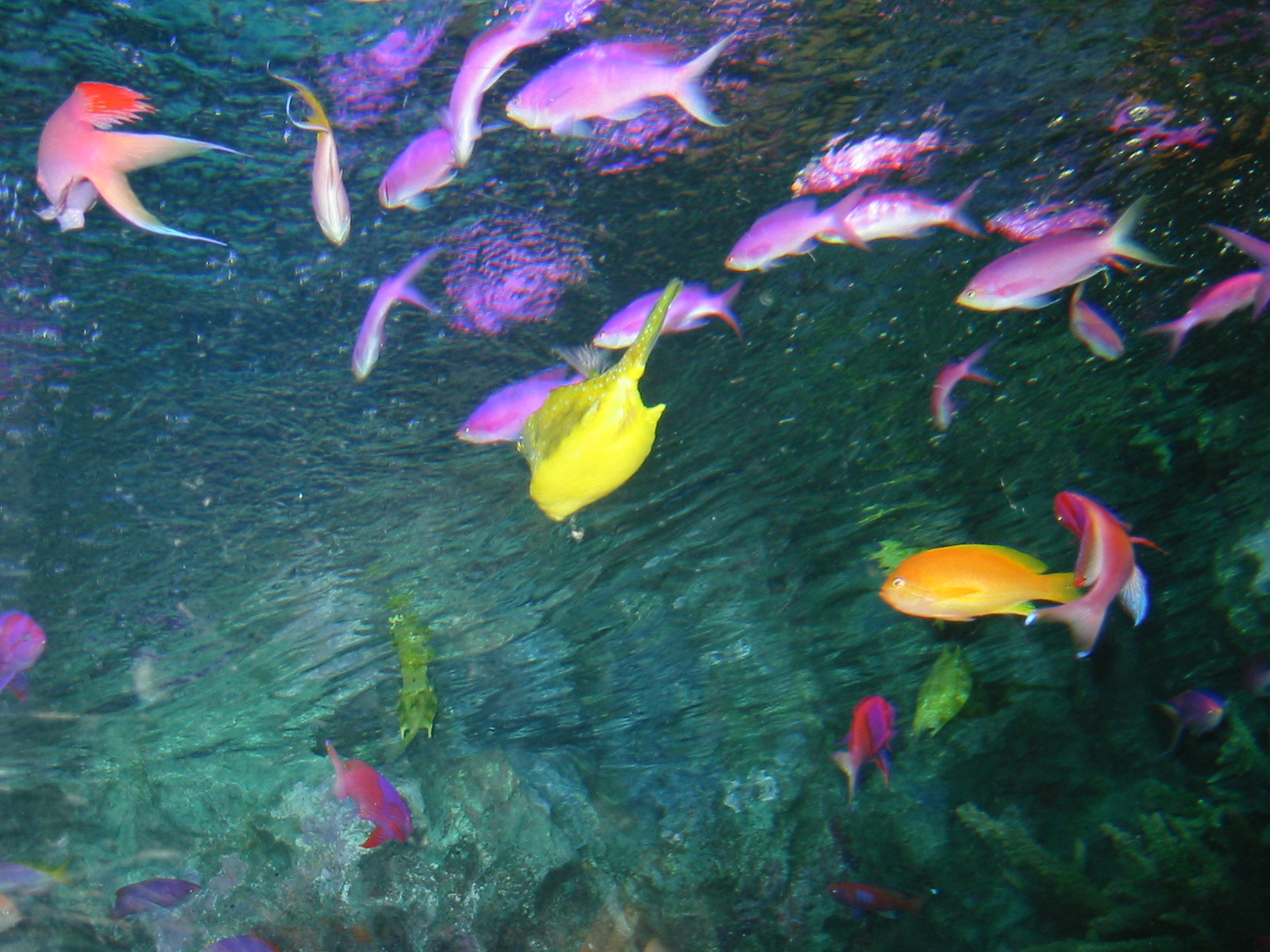
サンゴ礁
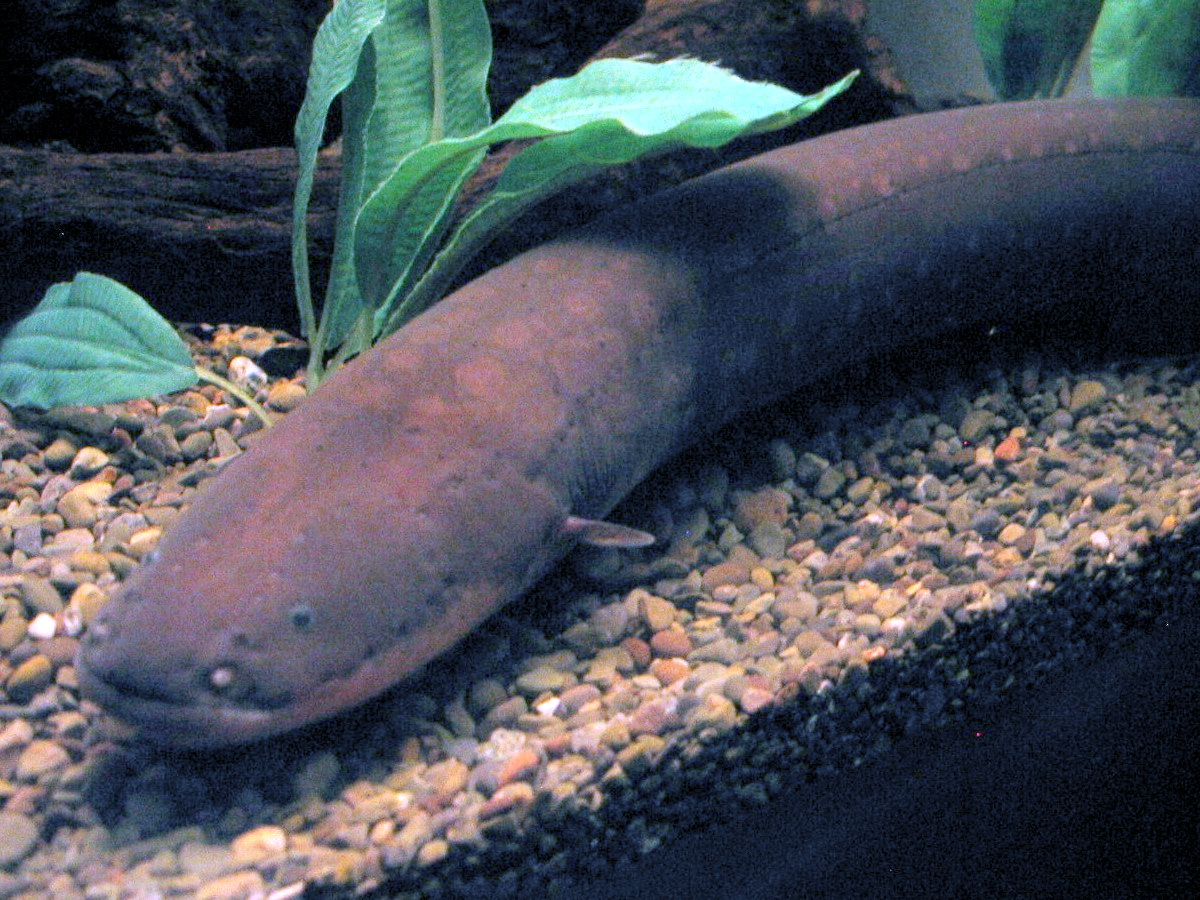
デンキウナギ
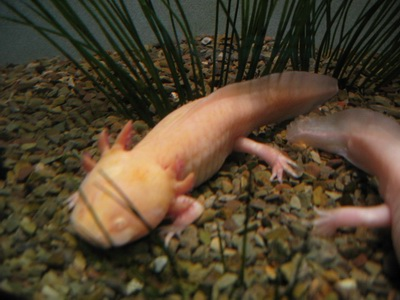
ウーパールーパー
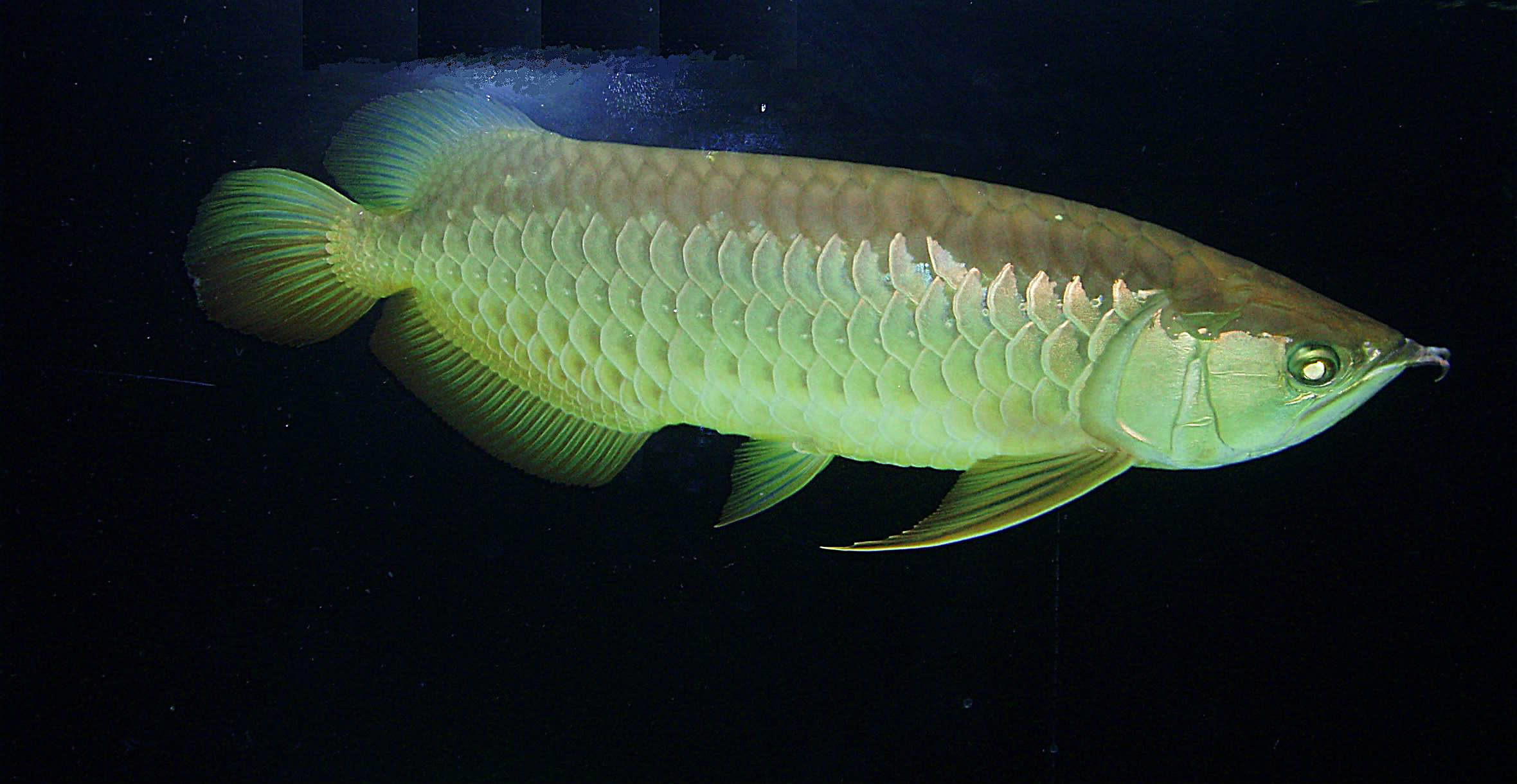
アロワナ
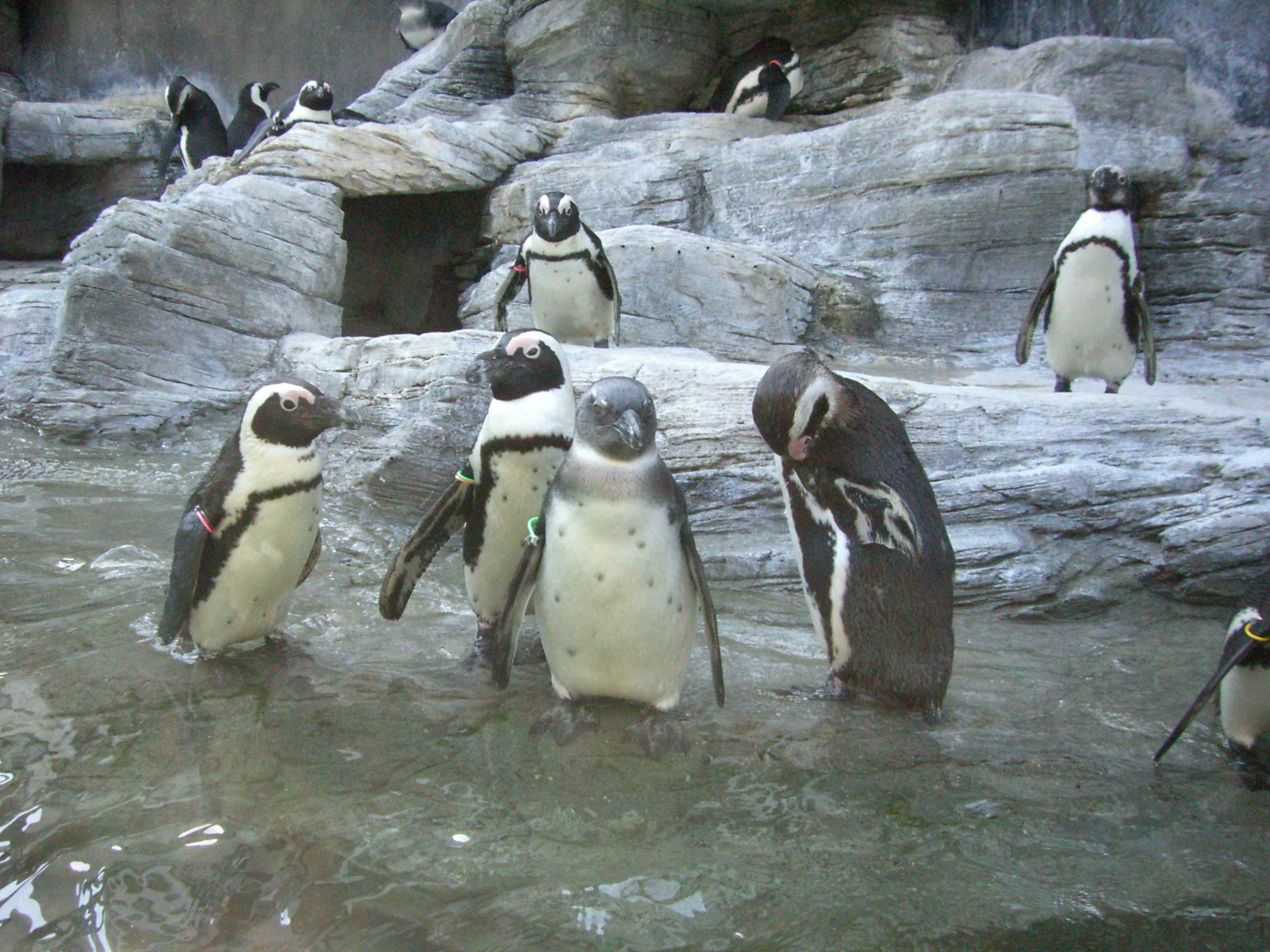
ペンギンエリア
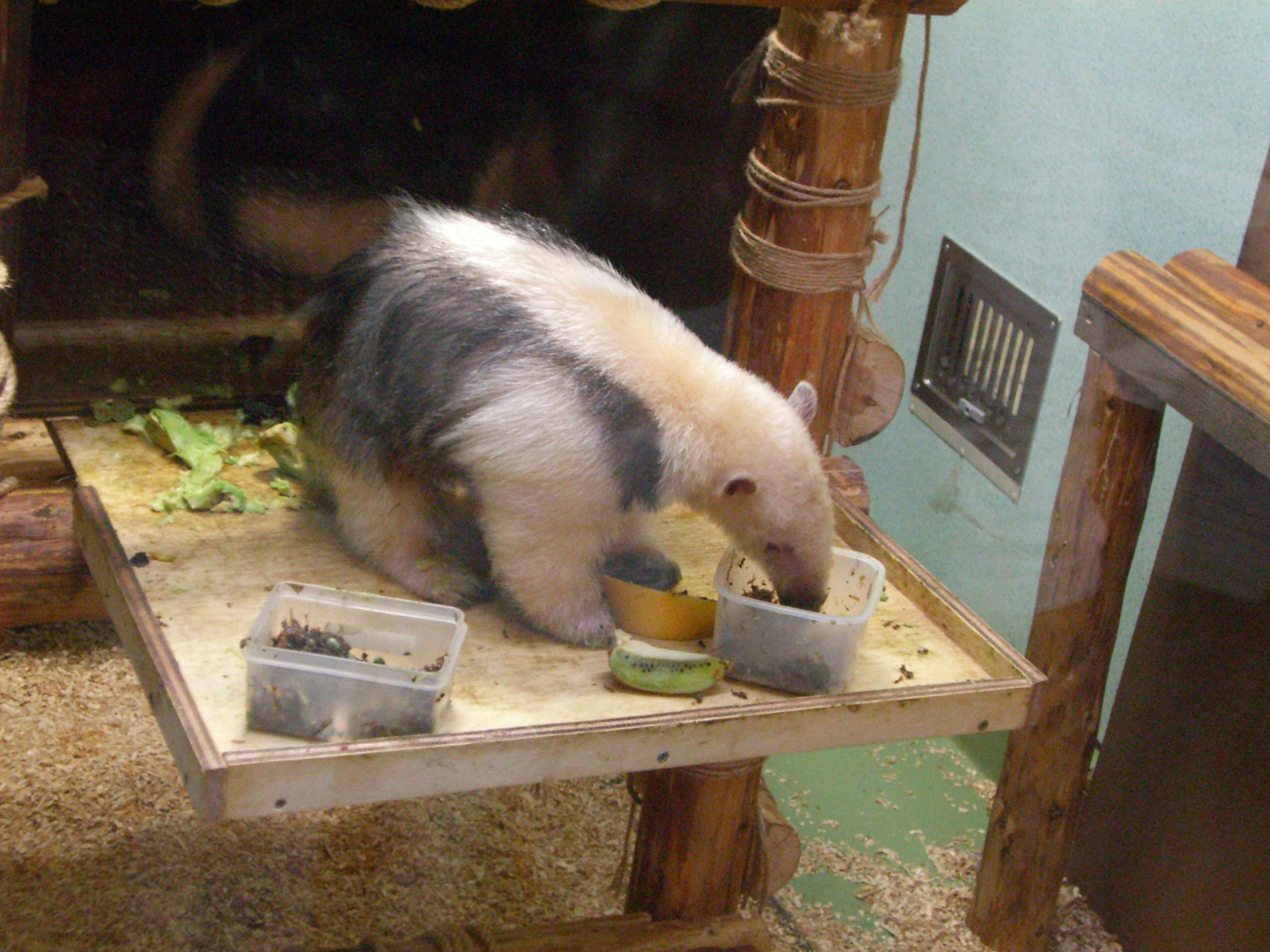
ミナミコアリクイのタエ
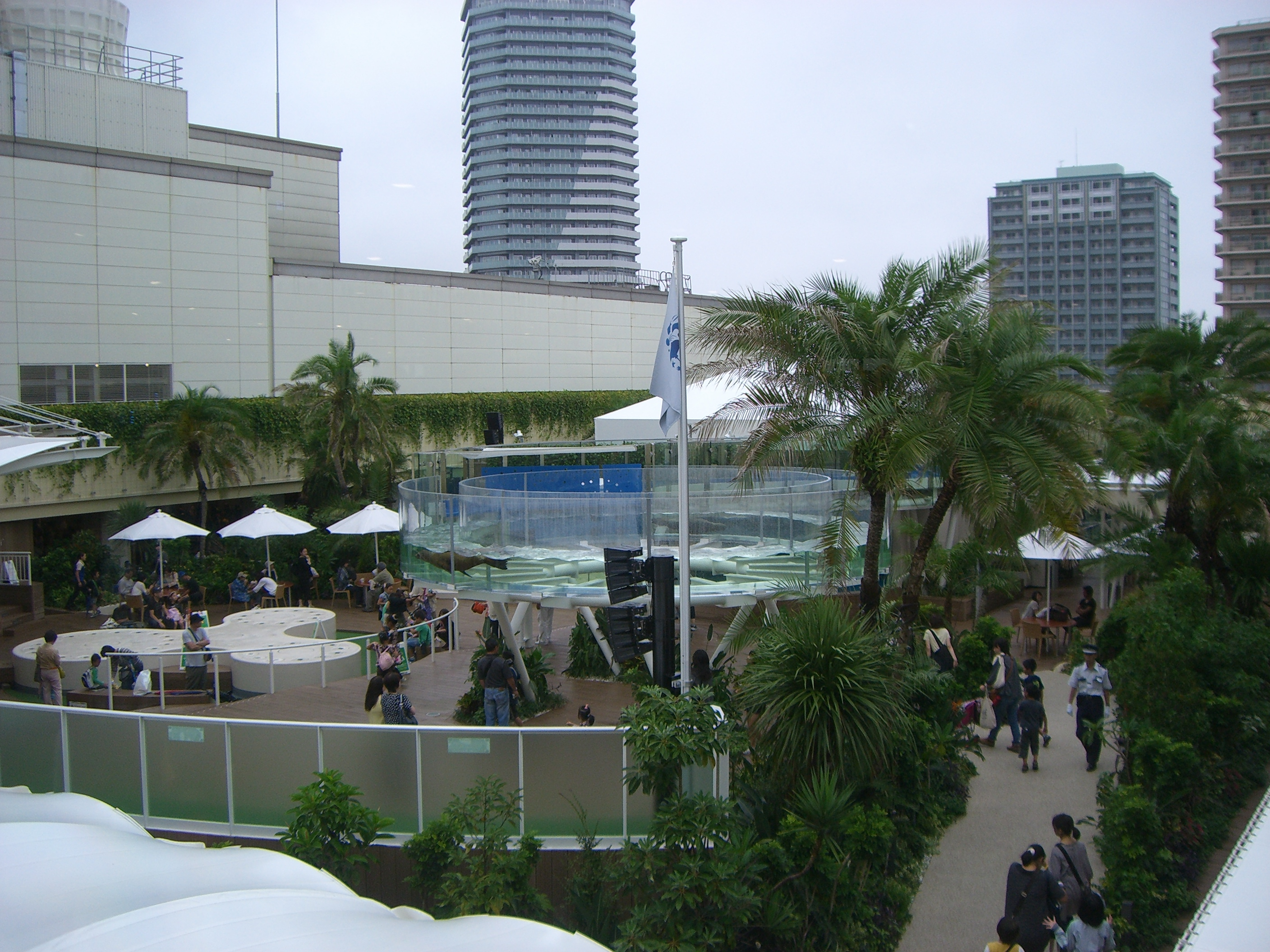
リニューアル後のマリンガーデン
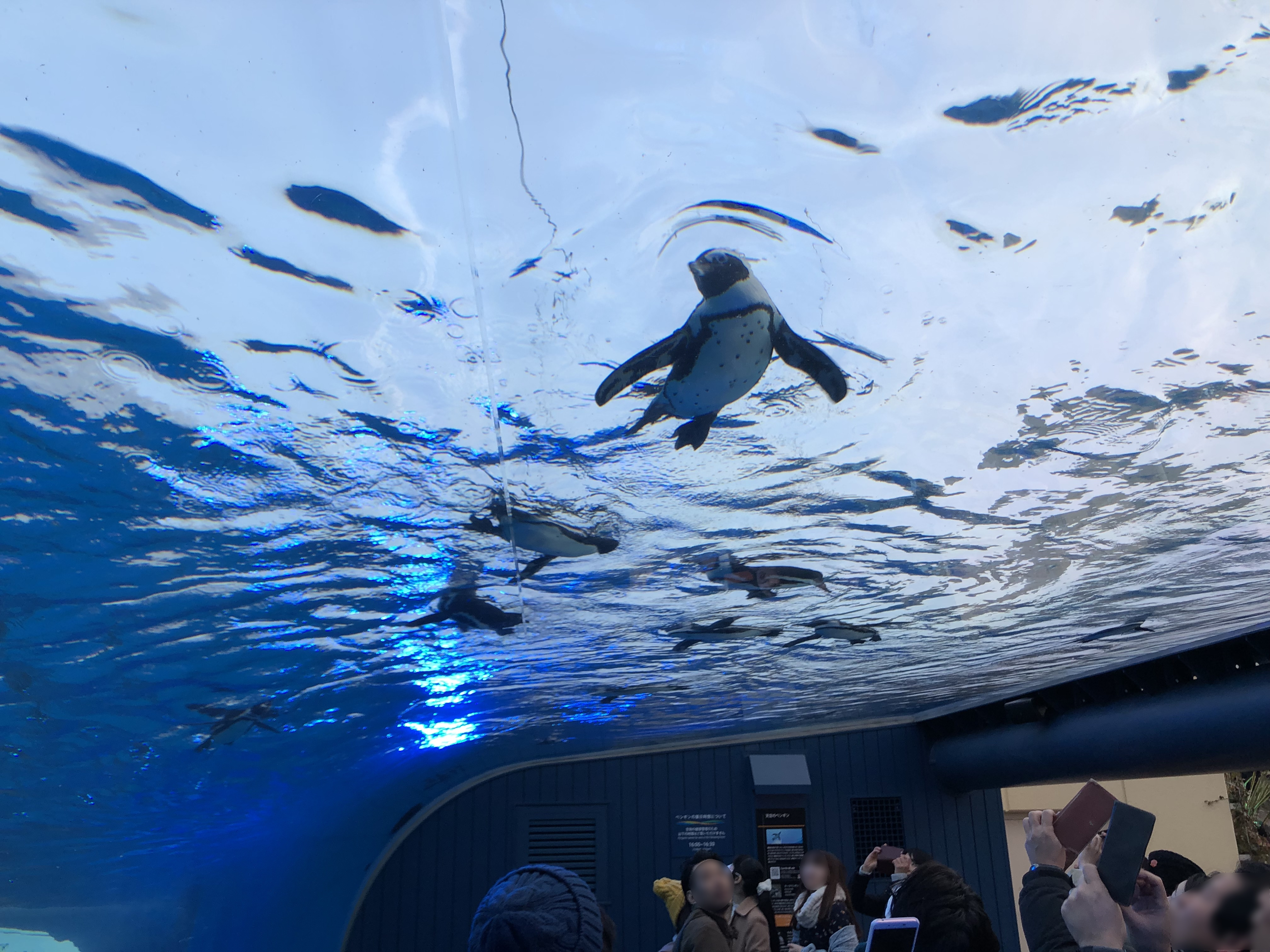
天空のペンギン

## 営業概要

### 営業時間
- 基本営業時間
  - 4/1〜10/31 - 10:00〜20:00
  - 11/1〜3/31 - 10:00〜18:00

※クリスマス、冬休み、春休み等は上記営業時間を延長して営業を行っている。詳細は下記外部リンクを参照のこと。
※最終入場は、営業終了時刻の1時間前。ただし年間パスポート所持者は30分前まで入場可能。
※モモイロペリカンの展示は17：30まで。
※「天空のペンギン」水槽でのケープペンギンの展示は19：00まで。

### 入館料等
HP参照。土日祝日及び特定日は入場制限を行っており、事前予約が必要となっている。
年間パスポート特典
- 事前予約不要。
- 同伴者2人まで、水族館入場料金が約3割引きになる。
- 開館10分前に、屋外エリア「マリンガーデン」に入場可能。
- 閉館30分前まで入館可能（通常は1時間前）。
- コニカミノルタプラネタリウム“満天”in Sunshine Cityの鑑賞料金がパスポート所持者を含め同伴者2人まで5割引。
- SKY CIRCUSサンシャイン60展望台の入場料金がパスポート所持者を含め同伴者5人まで約3割引。
- しながわ水族館の入場料金がパスポート所持者を含め同伴者5人まで2割引。
- 水族館内の買い物が5%オフ。水族館内タリーズでドリンク(トールサイズ)が30円オフ。専門店街アルパでも割引サービスがある。

※年間パスポートの販売は2023年6月30日を以て終了し、2024年1月1日から新制度「アクアリウムクラブ」が開始された。

## 不祥事

### 絶滅危惧種の管理委託費詐取
2025年1月23日、経済産業省に飼育を委託された絶滅危惧種「ビルマホシガメ」の数を水増し報告し、保護に関する管理費を詐取したとして、元館長と現職の副館長ら男4人が詐欺容疑で書類送検された。送検容疑は2018年10月から2022年4月、飼育を委託されたビルマホシガメが実際は8～9匹しかいないのに、10～12匹いるとする虚偽の書類を経産省に提出し、管理費計約15万円をだまし取ったとしている。
サンシャイン水族館は2003年、飼育スペースが狭くなったことなどを理由に元職員に10匹を無断で譲渡した。ただ、元館長らは個体数の大幅減を伝えれば管理能力を疑われると考え、経済産業省に虚偽の飼育数を報告。その後、少しずつ虚偽の死亡報告を繰り返し、実際の飼育数に近づけるなどしていた。

## その他
- 吉本興業のプロデュースによる「よしもと水中漫才ｉｎサンシャイン国際水族館」と題した、同事務所に所属する芸人が水槽内にて漫才を行うイベントが一時期開催されていた。
- 横浜中華街内にある「よしもとおもしろ水族館」とは業務提携を行っており、サンシャイン水族館のスタッフが飼育を担当している。
- 各種パーティーの会場として貸出しも行っている。ただし、閉館後限定。
- 年間パスポート売り場にリュウグウノツカイ(全長4.8m)の液浸標本が展示されている。
- ミナミコアリクイのタエは2度脱走してペンギンエリアにいたところを捕まっている。マスコミでも大きく取り扱われた。
- TVCMで使用されていたキャラクター（パペット）はパクパクサカナとオウオウアシカという名前である。現在は使用されておらず、グッズ等の販売も無い。
- 2014年には夏休みスペシャルイベントとして、“毒を持つ生き物”の特別展「毒毒毒毒毒毒毒毒毒展（もうどく展）」が開催された。なお、その後も同イベントはMARK IS みなとみらい（Orbi Yokohamaとのコラボ）や名古屋パルコといった各地で開催されている（当館のプロデュースによる）。

## 所在地・アクセス
所在地：東京都豊島区東池袋3-1 サンシャインシティ ワールドインポートマートビル・屋上
- JR・東武・西武・東京メトロ池袋駅東口35番出口より徒歩8分
- 東京メトロ東池袋駅より徒歩3分
- 都電荒川線（東京さくらトラム）東池袋四丁目停留場より徒歩4分